# Morte dell'Inquisitore
(Graffito scoperto da Giuseppe Pitrè in una delle celle di Palazzo Chiaramonte-Steri, sede dell'Inquisizione di Palermo, e riportato nell'incipit dell'opera)
Morte dell'Inquisitore è un saggio romanzato di Leonardo Sciascia, ispirato all'omicidio dell'inquisitore spagnolo Juan Lopez de Cisneros, avvenuto a Palermo da parte dell'eretico da lui interrogato, il frate siciliano Diego La Matina.

## Trama
Nel breve saggio, fra' Diego viene celebrato come un libero pensatore, un eroe di libertà in quanto fu l'unico inquisito che è stato in grado di vendicarsi dell'inquisitore che lo aveva imprigionato e torturato; Sciascia lascia così trasparire la sua cultura illuminista e la sua avversione per la superstizione.
Secondo Sciascia «è un libro non finito, che non finirò mai, che sono sempre tentato di riscrivere e che non riscrivo aspettando di scoprire ancora qualcosa». Diego La Matina, racalmutese come Sciascia, è per lui il «personaggio che non doveva più lasciarmi». Il tema dell'Inquisizione resta delicato secondo lo scrittore, perché «appena si dà di tocco all'Inquisizione, molti galantuomini si sentono chiamare per nome, cognome e numero di tessera del partito cui sono iscritti».
Sciascia vede nel fenomeno un'anticipazione di molti mali della politica e della giustizia del XX secolo: «Mi sono interessato all'Inquisizione poiché questa è lungi dal non esistere più nel mondo».
L'intellettuale siciliano prende posizione nella controversia storica detta leggenda nera dell'Inquisizione, ribadendo le posizioni contrarie al tribunale religioso, in contrapposizione agli storici del revisionismo storiografico cattolico, e la veridicità della cosiddetta "leggenda nera".